# Polygonum taquetii
Polygonum taquetii là một loài thực vật có hoa trong họ Rau răm. Loài này được H. Lév. miêu tả khoa học đầu tiên năm 1910.